# Raymond Tschumi
Ne doit pas être confondu avec Jean-Raymond Tschumi.
Pour les articles homonymes, voir Tschumi.
Raymond Tschumi, né le 27 novembre 1924 à Saint-Imier et mort le 19 décembre 2015, est un écrivain, poète et enseignant vaudois.

## Biographie
Après une enfance jurassienne et des études de lettres à Genève, Raymond Tschumi s'engage comme Master of French en Angleterre, puis comme assistant à l'université Brown (États-Unis). De retour au pays, il passe son doctorat et devient le plus jeune privatdocent en Suisse.
Professeur émérite de l'université de Saint-Gall, il participe à de nombreux congrès d'études anglaises et à des rencontres de philosophes, d'écrivains et de poètes. Il rédige plus de 200 études et essais, notamment des études sur la poésie anglaise et française, et une théorie sur la culture. Son œuvre poétique comprend de nombreux recueils, dont L'Arche (1950), Concerts d'ouvertures (1967), Grange du veilleur (1982), Monument futur (1988), Foulées fulgurantes (1994). Ses publications lui valent l'amitié de nombreux poètes et, dès 1975, de philosophes éminents.
Raymond Tschumi est président de l'Anglo-Swiss Club of Saint-Gall, de SAUTE (Swiss Association of University Teachers of English), de l'Académie suisse des sciences humaines, section langues modernes et du Centre romand du P.E.N. Il est en outre vice-président des Rencontres poétiques internationales en Suisse romande et de l'Association vaudoise des écrivains.
Sa carrière d'angliciste à l'université de Saint-Gall s'achevant en 1990, il se consacre depuis à la philosophie et à la poésie. Marié à Julia, née Lozano, il est le père de trois enfants, dont l'écrivain Jean-Raymond Tschumi. En novembre 2002, Raymond Tschumi reçoit le prix des écrivains vaudois pour l'ensemble de son œuvre.

## Sources
- « Raymond Tschumi », sur la base de données des personnalités vaudoises sur la plateforme « Patrinum » de la Bibliothèque cantonale et universitaire de Lausanne.
- Anne-Lise Delacrétaz, Daniel Maggetti, Écrivaines et écrivains d'aujourd'hui, p. 404
- Alain Nicollier, Henri-Charles Dahlem, Dictionnaire des écrivains suisses d'expression française, sous la dir. de vol. 2, p. 865-866
- Histoire de la littérature en Suisse romande, Roger Francillon, vol. 4, p. 457
- Rafik Ben Salah, Entretien avec Raymond Tschumi, Le Passe-muraille, 1994, no 15 octobre, p. 15